# Новая Гута (Житомирская область)
Новая Гута (укр. Нова Гута) — село на Украине, основано в 1899 году, находится в Малинском районе Житомирской области.
Код КОАТУУ — 1823485504. Население по переписи 2001 года составляет 45 человек. Почтовый индекс — 11600. Телефонный код — 4133. Занимает площадь 0,713 км².

## Адрес местного совета
11614, Житомирская область, Малинский р-н, с. Морозовка